# Обеліск (острів)
О́стрів Обелі́ск — комплексна пам'ятка природи місцевого значення в Україні. Розташована у Світловодському районі Кіровоградської області, на північний захід від села Нагірне, в акваторії Кременчуцького водосховища. 
Площа природоохоронної території 36 гектарів. Створена на однойменному острові у 1995 році. Перебуває у підпорядкуванні Подорожненської сільської ради Світловодського району. Згідно з Додатком до рішення Кіровоградської обласної ради від 18 лютого 2011 року є природно-заповідною територією, що входить до складу Світловодського регіонального ландшафтного парку, створеного у 2011 році.

## Опис
На острові Обеліск представлений гідрофільно-псамофітний комплекс рослинності. Назва острова походить від пам'ятного знаку, що встановлений на його території на честь осіб, які зробили переправу через Дніпро під час Німецько-радянської війни. Рельєф острова містить підвищенні горби та зниження. Ухил схилів становить 20-25 градусів.

## Рослинність
Поверхня покрита кущами верби гостролистої. На горбах зростають: жито лісове, полин дніпровський, костриця Беккера, келерія сиза, осока колхідська, цмин пісковий та щавель горобиний. На певних територіях острова поширений кущово-декоративний чагарник аморфа кущова, який має американське походження. На території України в заплавах річок трапляються дикі види цієї рослини. Піщані горби не мають густого покриву, він становить 50-55 %.
Ділянки, які розташовані нижче, є місцем зростання очерету, ряски малої, смовді болотної, пасльону солодко-гіркого. На пониженнях острова зростають ценози суничника наземного. На центральних ділянках зосереджена осока гостра, осока омська, частуха подорожника та очерет. На острові зростають види, які більше ніде не представлені на території Кіровоградської області. Це гвоздики: розчепірені, проскозуба, а також волошка дніпровська, воловик Гмеліна, юринея харківська. На піщаних підвищеннях острова зростають сосни, вік яких становить 30-40 років. Комплекс острів Обеліск є типовим для територій, що відносяться до Кременчуцького водосховища у межах Кіровоградської області.